# Hospital Universitario San Ignacio
El Hospital Universitario San Ignacio es un hospital universitario de cuarto nivel ubicado en la ciudad de Bogotá, Colombia, dentro del campus de la Pontificia Universidad Javeriana y alberga las facultades de Medicina, Enfermería y Odontología de esta escuela. El hospital atiende a casi todos los campos de la experiencia médica y ha sido el hospital de varios médicos reconocidos, incluidos el neurólogo Rodolfo Llinás y el anestesiólogo Alejandro Jadad. Sus amplios recursos y la atención al Centro y Noreste de la capital lo convierten en un importante centro de referencia en todos los campos.

## Reconocimiento
El Hospital Universitario San Ignacio se ha reconocido por ser un hospital de cuarto nivel, y el tercer mejor hospital de Colombia según el Ministerio de Protección Social

## Facultad de Medicina
El Hospital Universitario San Ignacio es sede principal de la facultad de Medicina de la Pontificia Universidad Javeriana, dicha facultad es una de las principales escuelas de medicina del país y Latinoamérica, establecida en el año 1942 en el Colegio Mayor de San Bartolomé, a lo largo de los años ha formado reconocidos médicos y cirujanos.
La Facultad de Medicina se encuentra en el piso 9 del hospital, y en el piso 6 están ubicados los estudiantes de prácticas.